# Associazione Calcio Forlì 1962-1963
Questa voce raccoglie le informazioni riguardanti l'Associazione Calcio Forlì nelle competizioni ufficiali della stagione 1962-1963.

## Stagione
Nella stagione 1962-1963 il Forlì disputa il girone B del campionato di Serie C, un torneo a 18 squadre che prevede una promozione e due retrocessioni, con 29 punti si piazza al quattordicesimo posto della classifica, sale in Serie B il Prato con 46 punti, scendono in Serie D la Civitanovese ed il Rosignano Solvay con 28 punti.
Per il Forlì salvezza raggiunta sul filo di lana, a tre giornate dal termine dopo la sconfitta (1-0) di Rimini tutto sembra compromesso, poi arrivano il pareggio (1-1) con il Prato già promosso in Serie B, ed il (4-0) al Perugia nell'ultima di campionato, tre punti che garantiscono ai biancorossi la permanenza in Serie C. Il campionato era partito con Renzo Burini sulla panchina, un personaggio di spicco del calcio italiano, vincitore di uno scudetto con il Milan e di una Coppa Italia con la Lazio, oltre a quattro presenze ed una rete in nazionale, mentre ad Alvaro Bentivogli viene affidata la carica di direttore tecnico. La squadra resta quasi la stessa dello scorso anno con l'eccezione del prestito di Vittorio Zanetti al Parma in Serie B, e dell'innesto di Silvano Magheri in attacco. Discreta la partenza nel torneo, poi arrivano nove sconfitte e quattro pareggi in tredici partite che fanno precipitare la situazione, alla 25ª giornata se ne vanno Renzo Burini ed Alvaro Bentivogli, il Forlì viene affidato a Domenico Bosi ex giocatore biancorosso, al quale riesce il miracolo di salvare la categoria.

## Rosa
| N. |                   | Ruolo | Calciatore         |
| -- | ----------------- | ----- | ------------------ |
|    | Italia (bandiera) | P     | Oliviero Beltrame  |
|    | Italia (bandiera) | A     | Vincenzo Bruno     |
|    | Italia (bandiera) | C     | Roberto Cazzoli    |
|    | Italia (bandiera) | C     | Gianfranco Coaro   |
|    | Italia (bandiera) | D     | Aldo Daniele       |
|    | Italia (bandiera) | C     | Giuseppe Di Fabio  |
|    | Italia (bandiera) | P     | Ezio Genero        |
|    | Italia (bandiera) | D     | Gianni Girotto     |
|    | Italia (bandiera) | D     | Gilberto Gregorini |
|    | Italia (bandiera) | C     | Aldo Lucci         |
|    | Italia (bandiera) | C     | Renato Luosi       |

| N. |                   | Ruolo | Calciatore           |
| -- | ----------------- | ----- | -------------------- |
|    | Italia (bandiera) | C     | Paolo Luzi           |
|    | Italia (bandiera) | A     | Silvano Magheri      |
|    | Italia (bandiera) | C     | Antonio Mioni        |
|    | Italia (bandiera) | D     | Renato Picci         |
|    | Italia (bandiera) | A     | Roberto Ricci        |
|    | Italia (bandiera) | C     | Gennaro Ricciardelli |
|    | Italia (bandiera) | A     | Addis Savoldi        |
|    | Italia (bandiera) | A     | Giulio Smenghi       |
|    | Italia (bandiera) | D     | Riccardo Sorci       |
|    | Italia (bandiera) | D     | Alfredo Tardivo      |
|    | Italia (bandiera) | C     | Mario Uxa            |

## Risultati

### Girone di andata
| Forlì 23 settembre 1962 1ª giornata | Forlì           | 0 – 0 | Rosignano Solvay | Stadio Tullo Morgagni\| Arbitro: \| Bassan (Rovigo) \| |
| Arbitro:                            | Bassan (Rovigo) |       |                  |                                                        |

| Pisa 30 settembre 1962 2ª giornata | Pisa              | 0 – 0 | Forlì | Stadio Arena Garibaldi\| Arbitro: \| Pfiffner (Torino) \| |
| Arbitro:                           | Pfiffner (Torino) |       |       |                                                           |

| Arbitro: | Gussoni (Tradate) |

|                            |           |                         |
| Smenghi 49’, 53’ Bruno 89’ | Marcatori | 4’ Rancati 56’ Flaborea |

| Arbitro: | Caporali (Verona) |

|                  |           |                    |
| De Nardi 7’, 14’ | Marcatori | 90’ (aut.) Martini |

| Arbitro: | Bigi (Padova) |

|           |           |  |
| Mioni 74’ | Marcatori |  |

| Arbitro: | Pisani (Roma) |

|                        |           |  |
| Corso 62’ Cervetto 85’ | Marcatori |  |

| Arbitro: | Pieroni (Roma) |

|                                 |           |                |
| Mioni 15’ Magheri 27’ Luosi 63’ | Marcatori | 56’ Mascalaito |

| Arbitro: | Sabatella (Potenza) |

|                           |           |             |
| Taddei 21’, 85’ Nesti 81’ | Marcatori | 39’ Smenghi |

| Forlì 18 novembre 1962 9ª giornata | Forlì             | 0 – 0 | Arezzo | Stadio Tullo Morgagni\| Arbitro: \| Jurlaro (Taranto) \| |
| Arbitro:                           | Jurlaro (Taranto) |       |        |                                                          |

| Arbitro: | Donato (Civitavecchia) |

|                                       |           |           |
| Cartasegna 21’ Pellis 49’ Colombo 61’ | Marcatori | 25’ Mioni |

| Arbitro: | Lattanzi (Roma) |

|                                                |           |                         |
| Magheri 18’, 65’, 75’ Savoldi 34’ Di Fabio 87’ | Marcatori | 68’ Pomelli 77’ Rigonat |

| Rapallo 9 dicembre 1962 12ª giornata | Rapallo Ruentes    | 0 – 0 | Forlì | Stadio Umberto Macera\| Arbitro: \| Marchiori (Padova) \| |
| Arbitro:                             | Marchiori (Padova) |       |       |                                                           |

| Arbitro: | Gussoni (Tradate) |

|             |           |                      |
| Magheri 49’ | Marcatori | 23’ Scurti 35’ Fogar |

| Arbitro: | Momoli (Padova) |

|  |           |             |
|  | Marcatori | 30’ Magheri |

| Arbitro: | Firmi (Crema) |

|                         |           |                |
| Magheri 12’ Savoldi 75’ | Marcatori | 2’ Mangiarotti |

| Arbitro: | Gonella (Asti) |

|          |           |  |
| Aldi 45’ | Marcatori |  |

| Arbitro: | Riva (Cagliari) |

|                |           |                  |
| Roffi 16’, 34’ | Marcatori | 61’ Ricciardelli |

### Girone di ritorno
| Arbitro: | Lojacono (Palermo) |

|              |           |  |
| Zecchini 11’ | Marcatori |  |

| Forlì 27 gennaio 1963 19ª giornata | Forlì            | 0 – 0 | Pisa | Stadio Tullo Morgagni\| Arbitro: \| Rimoldi (Milano) \| |
| Arbitro:                           | Rimoldi (Milano) |       |      |                                                         |

| Arbitro: | Cappelluti (Bari) |

|                              |           |  |
| Flaborea 53’ Balestrieri 86’ | Marcatori |  |

| Forlì 10 febbraio 1963 21ª giornata | Forlì             | 0 – 0 | Reggiana | Stadio Tullo Morgagni\| Arbitro: \| Di Maio (Palermo) \| |
| Arbitro:                            | Di Maio (Palermo) |       |          |                                                          |

| Arbitro: | Aloisi (Giulianova) |

|                |           |  |
| Taffarello 61’ | Marcatori |  |

| Arbitro: | Caputo (Avellino) |

|                         |           |                       |
| Daniele 56’, 90’ (rig.) | Marcatori | 22’ Corso 76’ Cordone |

| Arbitro: | Nencioni (Roma) |

|                          |           |             |
| Leoni 28’ Mascalaito 84’ | Marcatori | 89’ Savoldi |

| Arbitro: | Galatolo (Santa Margherita Ligure) |

|                      |           |                                                  |
| Luosi 3’ Magheri 76’ | Marcatori | 11’ Pirazzini 40’, 68’ Redegalli 41’, 51’ Taddei |

| Arezzo 31 marzo 1963 26ª giornata | Arezzo                     | 0 – 0 | Forlì | Stadio Comunale\| Arbitro: \| De Marco (Torre del Greco) \| |
| Arbitro:                          | De Marco (Torre del Greco) |       |       |                                                             |

| Arbitro: | Schinetti (Brescia) |

|           |           |  |
| Mioni 73’ | Marcatori |  |

| Arbitro: | Vacchini (Milano) |

|                               |           |  |
| Miserocchi 10’ Di Stefano 57’ | Marcatori |  |

| Arbitro: | Cipparone (Cosenza) |

|             |           |  |
| Smenghi 80’ | Marcatori |  |

| Arbitro: | Catalano (Reggio Calabria) |

|                     |           |           |
| Carpenetti 82’, 87’ | Marcatori | 11’ Luosi |

| Arbitro: | Magrini (Venezia) |

|                                  |           |                     |
| Magheri 5’, 86’ Ricciardelli 50’ | Marcatori | 18’ Lepri 81’ Nardi |

| Arbitro: | Vitullo (Roma) |

|             |           |  |
| Pennati 25’ | Marcatori |  |

| Arbitro: | Piantoni (Terni) |

|             |           |              |
| Smenghi 61’ | Marcatori | 86’ Ferrigno |

| Arbitro: | Negri (Monza) |

|                                |           |  |
| Smenghi 9’, 31’, 67’ Luosi 24’ | Marcatori |  |